# Massimo Epifani
Massimo Epifani (Pescara, 19 ottobre 1974) è un allenatore di calcio ed ex calciatore italiano, di ruolo centrocampista, tecnico della R.C. Angolana.

## Carriera

### Giocatore
Nella stagione 1992-1993 ha giocato 3 partite in Serie A con la maglia del Pescara; in altre tre stagioni ha collezionato con i biancoazzurri quindici ulteriori presenze in B, oltre a tre in Coppa Italia. Successivamente ha militato tra club di C1 e C2, vincendo il Girone B di C2 nella stagione 2003-2004 con la maglia del Grosseto. Chiuse la carriera tra i professionisti nelle file del Val di Sangro, retrocedendo per due stagioni consecutivi nei dilettanti (la prima volta la squadra fu ripescata).

### Allenatore
Dalla stagione 2011-2012 lascia il calcio giocato e inizia la sua carriera da allenatore nel Miglianico. Dal 2013 al 2017 è l'allenatore del San Nicolò con cui ha vinto un campionato di Eccellenza. Nella stagione successiva diventa allenatore della primavera del Pescara. Il 4 marzo 2018 viene promosso ad allenatore della prima squadra per sostituire l’esonerato Zdeněk Zeman; il 2 aprile torna alla formazione giovanile, venendo sostituito da Giuseppe Pillon.
Nel luglio 2018 viene ingaggiato dal Fano nel campionato di Serie C. L'11 marzo 2019, dopo una serie negativa con la squadra arrivata al penultimo posto, viene esonerato.. Nel luglio 2019 diventa il nuovo tecnico del Pineto in Serie D. Il 6 ottobre, dopo la sconfitta per 3-1 a Notaresco viene però esonerato e sostituito da Paolo Rachini. Il 4 luglio 2020 viene annunciato come nuovo allenatore del Notaresco.
Il 6 luglio 2022 viene ufficializzato come nuovo allenatore dell'Aquila. Il 26 marzo 2023, con il successo in trasferta 3-2 sul Capistrello, porta i rossoblù aquilani a vincere campionato di Eccellenza (con tre giornate ancora da disputare) ed a tornare in quarta serie dopo cinque anni di assenza. Il 2 novembre 2023, dopo appena nove giornate di campionato, con la squadra al settimo posto, viene esonerato dalla società rossoblù.
Il 15 luglio 2024 viene ufficializzato come nuovo allenatore dell'Acireale, in Serie D. La stagione sulla panchina siciliana si rivelerà un incubo dall'inizio, infatti la squadra totalizza 11 punti in 14 giornate che collocano i granata al penultimo posto in classifica, motivo per cui il 3 dicembre seguente presenta le dimissioni alla dirigenza.
Il 29 dicembre 2024 viene nominato nuovo allenatore dei pescaresi della R.C. Angolana militanti in Eccellenza Abruzzo.

## Statistiche

### Presenze e reti nei club
| Stagione             | Squadra              | Campionato           | Campionato | Campionato | Coppe nazionali | Coppe nazionali | Coppe nazionali | Totale | Totale |
| Stagione             | Squadra              | Comp                 | Pres       | Reti       | Comp            | Pres            | Reti            | Pres   | Reti   |
| -------------------- | -------------------- | -------------------- | ---------- | ---------- | --------------- | --------------- | --------------- | ------ | ------ |
| 1992-1993            | Pescara              | A                    | 3          | 0          | CI              | 0               | 0               | 3      | 0      |
| 1993-1994            | Pescara              | B                    | 1          | 0          | CI              | 1               | 0               | 2      | 0      |
| 1994-1995            | Chieti               | C1                   | 12         | 1          | CI-C            | ?               | ?               | 12+    | 1+     |
| 1995-1996            | Pescara              | B                    | 4          | 0          | CI              | 0               | 0               | 4      | 0      |
| 1996-1997            | Chieti               | C2                   | 25         | 0          | CI-C            | ?               | ?               | 25+    | 0+     |
| Totale Chieti        | Totale Chieti        | Totale Chieti        | 37         | 1          |                 | ?               | ?               | 37+    | 1+     |
| 1997-1998            | Teramo               | C2                   | 33         | 1          | CI-C            | ?               | ?               | 33+    | 1+     |
| 1998-gen.1999        | Pescara              | B                    | 10         | 0          | CI              | 2               | 0               | 12     | 0      |
| Totale Pescara       | Totale Pescara       | Totale Pescara       | 18         | 0          |                 | 3               | 0               | 21     | 0      |
| gen.-giu. 1999       | Foggia               | C1                   | 5+2        | 0+0        | CI-C            | ?               | ?               | 7+     | 0+     |
| 1999-2000            | Gubbio               | C2                   | 26         | 2          | CI-C            | ?               | ?               | 30+    | 2+     |
| 2000-2001            | Rimini               | C2                   | 26         | 2          | CI-C            | ?               | ?               | 26+    | 2+     |
| 2001-2002            | Giulianova           | C1                   | 18         | 0          | CI-C            | ?               | ?               | 18+    | 0+     |
| 2002-2003            | Giulianova           | C1                   | 32+2       | 0+0        | CI-C            | ?               | ?               | 34+    | 0+     |
| 2003-2004            | Grosseto             | C2                   | 31         | 0          | CI-C            | ?               | ?               | 31+    | 0+     |
| 2004-2005            | Grosseto             | C1                   | 25+2       | 0          | CI-C            | ?               | ?               | 27+    | 0+     |
| Totale Grosseto      | Totale Grosseto      | Totale Grosseto      | 58         | 0          |                 | ?               | ?               | 58+    | 0+     |
| 2005-2006            | Legnano              | C2                   | 32         | 4          | CI-C            | ?               | ?               | 32+    | 4+     |
| 2006-gen.2007        | Val di Sangro        | C2                   | 10         | 0          | CI-C            | ?               | ?               | 10+    | 0+     |
| gen.-giu. 2007       | Giulianova           | C1                   | 4          | 0          | CI-C            | ?               | ?               | 4+     | 0+     |
| Totale Giulianova    | Totale Giulianova    | Totale Giulianova    | 56         | 0          |                 | ?               | ?               | 56+    | 0+     |
| 2007-2008            | Val di Sangro        | C2                   | 21+2       | 0+0        | CI-C            | ?               | ?               | 23+    | 0+     |
| 2008-2009            | Val di Sangro        | LP2D                 | 26+1       | 1+0        | CI-LP           | ?               | ?               | 27+    | 0+     |
| Totale Val di Sangro | Totale Val di Sangro | Totale Val di Sangro | 60         | 1          |                 | ?               | ?               | 60+    | 1+     |
| Totale carriera      | Totale carriera      | Totale carriera      | 354        | 11         |                 | 3+              | 0+              | 357+   | 11+    |

### Statistiche da allenatore
Statistiche aggiornate al 4 maggio 2025. In grassetto le competizioni vinte.
| Stagione              | Squadra               | Campionato            | Campionato | Campionato | Campionato | Campionato | Coppe nazionali | Coppe nazionali | Coppe nazionali | Coppe nazionali | Coppe nazionali | Coppe continentali | Coppe continentali | Coppe continentali | Coppe continentali | Coppe continentali | Altre coppe | Altre coppe | Altre coppe | Altre coppe | Altre coppe | Totale | Totale | Totale | Totale | % Vittorie | Piazzamento  |
| Stagione              | Squadra               | Comp                  | G          | V          | N          | P          | Comp            | G               | V               | N               | P               | Comp               | G                  | V                  | N                  | P                  | Comp        | G           | V           | N           | P           | G      | V      | N      | P      | %          | Piazzamento  |
| --------------------- | --------------------- | --------------------- | ---------- | ---------- | ---------- | ---------- | --------------- | --------------- | --------------- | --------------- | --------------- | ------------------ | ------------------ | ------------------ | ------------------ | ------------------ | ----------- | ----------- | ----------- | ----------- | ----------- | ------ | ------ | ------ | ------ | ---------- | ------------ |
| 2011-2012             | Miglianico            | D                     | 34         | 5          | 11         | 18         | CI-D            | 2               | 1               | 0               | 1               | -                  | -                  | -                  | -                  | -                  | -           | -           | -           | -           | -           | 36     | 6      | 11     | 19     | 16,67      | 16º, (retr.) |
| 2013-2014             | San Nicolò            | Ecc.                  | 34         | 27         | 5          | 2          | CI-Ecc.         | 5               | 4               | 0               | 1               | -                  | -                  | -                  | -                  | -                  | -           | -           | -           | -           | -           | 39     | 31     | 5      | 3      | 79,49      | 1º (prom.)   |
| 2014-2015             | San Nicolò            | D                     | 34+3       | 13+2       | 13         | 8+1        | CI-D            | 3               | 2               | 1               | 0               | -                  | -                  | -                  | -                  | -                  | -           | -           | -           | -           | -           | 40     | 17     | 14     | 9      | 42,50      | 5º           |
| 2015-2016             | San Nicolò            | D                     | 34         | 12         | 10         | 12         | CI-D            | 1               | 0               | 0               | 1               | -                  | -                  | -                  | -                  | -                  | -           | -           | -           | -           | -           | 35     | 12     | 10     | 13     | 34,29      | 9º           |
| 2016-2017             | San Nicolò            | D                     | 32+1       | 16         | 12         | 4+1        | CI-D            | 3               | 1               | 1               | 1               | -                  | -                  | -                  | -                  | -                  | -           | -           | -           | -           | -           | 36     | 17     | 13     | 6      | 47,22      | 3º           |
| Totale San Nicolò     | Totale San Nicolò     | Totale San Nicolò     | 138        | 70         | 40         | 28         |                 | 12              | 7               | 2               | 3               |                    | -                  | -                  | -                  | -                  |             | -           | -           | -           | -           | 150    | 77     | 42     | 31     | 51,33      |              |
| mar.-apr. 2018        | Pescara               | B                     | 5          | 0          | 1          | 4          | CI              | -               | -               | -               | -               | -                  | -                  | -                  | -                  | -                  | -           | -           | -           | -           | -           | 5      | 0      | 1      | 4      | &0,00      | Ad interim   |
| 2018-mar. 2019        | Fano                  | C                     | 30         | 6          | 11         | 13         | CI-C            | 3               | 1               | 2               | 0               | -                  | -                  | -                  | -                  | -                  | -           | -           | -           | -           | -           | 33     | 7      | 13     | 13     | 21,21      | Eson.        |
| lug.-ott. 2019        | Pineto                | D                     | 6          | 2          | 2          | 2          | CI-D            | 2               | 1               | 1               | 0               | -                  | -                  | -                  | -                  | -                  | -           | -           | -           | -           | -           | 8      | 3      | 3      | 2      | 37,50      | Eson.        |
| 2020-2021             | S.N. Notaresco        | D                     | 34+2       | 18+1       | 10         | 6+1        | CI              | 2               | 1               | 1               | 0               | -                  | -                  | -                  | -                  | -                  | -           | -           | -           | -           | -           | 38     | 20     | 11     | 7      | 52,63      | 2º           |
| 2021-2022             | S.N. Notaresco        | D                     | 34         | 14         | 7          | 13         | CI-D            | 2               | 1               | 1               | 0               | -                  | -                  | -                  | -                  | -                  | -           | -           | -           | -           | -           | 36     | 15     | 8      | 13     | 41,67      | 9º           |
| Totale S.N. Notaresco | Totale S.N. Notaresco | Totale S.N. Notaresco | 70         | 33         | 17         | 20         |                 | 4               | 2               | 2               | 0               |                    | -                  | -                  | -                  | -                  |             | -           | -           | -           | -           | 74     | 35     | 19     | 20     | 47,30      |              |
| 2022-2023             | L’Aquila              | Ecc.                  | 34         | 26         | 6          | 2          | CI-Ecc.         | 7               | 5               | 1               | 1               | -                  | -                  | -                  | -                  | -                  | -           | -           | -           | -           | -           | 41     | 31     | 7      | 3      | 75,61      | 1º (prom.)   |
| lug.-nov. 2023        | L’Aquila              | D                     | 9          | 4          | 2          | 3          | CI-D            | 1               | 0               | 1               | 0               | -                  | -                  | -                  | -                  | -                  | -           | -           | -           | -           | -           | 10     | 4      | 3      | 3      | 40,00      | Eson.        |
| Totale L’Aquila       | Totale L’Aquila       | Totale L’Aquila       | 43         | 30         | 8          | 5          |                 | 8               | 5               | 2               | 1               |                    | -                  | -                  | -                  | -                  |             | -           | -           | -           | -           | 51     | 35     | 10     | 6      | 68,63      |              |
| lug.-dic. 2024        | Acireale              | D                     | 14         | 3          | 2          | 9          | CI-D            | 2               | 1               | 0               | 1               | -                  | -                  | -                  | -                  | -                  | -           | -           | -           | -           | -           | 16     | 4      | 2      | 10     | 25,00      | Eson.        |
| dic. 2024-2025        | R.C. Angolana         | Ecc.                  | 17+1       | 10         | 4          | 3+1        | CI-Ecc.         | 1               | 0               | 0               | 1               | -                  | -                  | -                  | -                  | -                  | -           | -           | -           | -           | -           | 19     | 10     | 4      | 5      | 52,63      | Sub., 3º     |
| Totale carriera       | Totale carriera       | Totale carriera       | 358        | 159        | 96         | 103        |                 | 34              | 18              | 9               | 7               |                    | -                  | -                  | -                  | -                  |             | -           | -           | -           | -           | 392    | 177    | 105    | 110    | 45,15      |              |

## Palmarès

### Giocatore

#### Competizioni nazionali
- Serie C2: 1

Grosseto: 2003-2004 (Girone B)

### Allenatore

#### Competizioni regionali
- Eccellenza: 2

San Nicolò: 2013-2014
L’Aquila: 2022-2023